# Marian Wyrzykowski

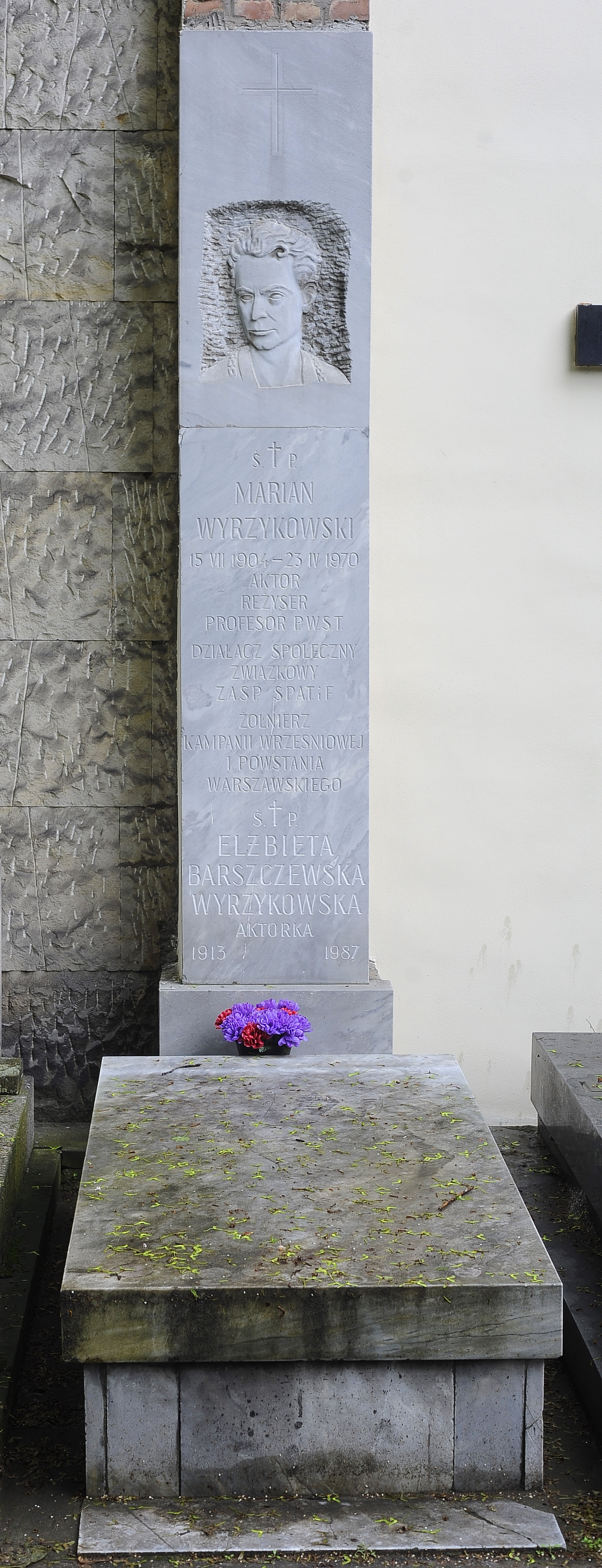
Grób Mariana Wyrzykowskiego na cmentarzu Powązkowskim w Warszawie

Marian Wyrzykowski (ur. 15 lipca 1904 w Chotomowie, zm. 23 kwietnia 1970 w Warszawie) – polski aktor teatralny, filmowy i telewizyjny, reżyser, pedagog, członek Ogólnopolskiego Komitetu Frontu Jedności Narodu w 1958.

## Życiorys
Urodził się w rodzinie Franciszka, cieśli, sezonowego robotnika rolnego, i Rozalii z Wesołowskich. Ukończył czteroklasową szkołę powszechną w Powsinie. Od 1915 uczęszczał do Gimnazjum im. Jana Zamojskiego w Warszawie. Z powodu wysokich kosztów nauki po czterech klasach przeniósł się we wrześniu 1919 do Seminarium Nauczycielskiego w Ursynowie, które ukończył w 1923. Pracował jako nauczyciel szkoły powszechnej w Konstancinie, dojeżdżając jednocześnie na wykłady Wolnej Wszechnicy przy Uniwersytecie Warszawskim. Tam zetknął się z Józefem Kotarbińskim i za jego namową podjął studia aktorskie na Oddziale Dramatycznym przy Konserwatorium Muzycznym w Warszawie.
W 1926 został zaangażowany do Teatru Narodowego w Warszawie. 26 września tego roku zadebiutował rolą Kozaka w spektaklu Sen srebrny Salomei Juliusza Słowackiego na deskach tej sceny. Występował na scenach warszawskich: Teatru Letniego i Teatru Nowego. W 1929 z grupą Aleksandra Zelwerowicza wyjechał do Wilna.
Po powrocie do Warszawy występował na różnych scenach stolicy; często pozostając bez pracy. W 1934, na jubileuszu Karola Adwentowicza w Teatrze Wielkim zagrał rolę tytułową w spektaklu Mazepa Juliusza Słowackiego, przygotowanym dla Teatru Kameralnego, co pomogło mu przełamać kryzys aktorski. Został zaangażowany na sceny Teatrów Towarzystwa Krzewienia Kultury Teatralnej (TKKT), gdzie występował z powodzeniem w latach 1934–1939.
Szczególnie owocna okazała się współpraca z Leonem Schillerem, którą rozpoczął w Teatrze Ateneum. Największy sukces przyniosła mu rola tytułowa w Kordianie Juliusza Słowackiego. W 1933 rozpoczął studia na Wydziale Reżyserii Państwowego Instytutu Sztuki Teatralnej (PIST-u). Występował jako aktor w warsztatach reżyserskich swoich kolegów.
Brał udział w kampanii wrześniowej. Po powrocie z wojska w 1939, zorganizował i krótko kierował spółdzielnią pracy w gmachu Teatru Polskiego, zlikwidowaną przez Niemców. Od 1941 był kelnerem w kawiarni „U Aktorek”, uczestniczył w konspiracyjnym życiu artystycznym. W marcu 1941 aresztowany przez niemieckie władze okupacyjne w związku ze sprawą zabójstwa Igo Syma. Uczestniczył w powstaniu warszawskim jako żołnierz o ps. Żuk. Walczył w rejonie ul. Królewskiej i ul. Marszałkowskiej, m.in. o gmach PAST-y. Był więźniem obozu przejściowego w Pruszkowie. Następnie zamieszkał w Podkowie Leśnej i podjął pracę w charakterze barmana.
W 1945 został zaangażowany do Teatru Polskiego w Warszawie, gdzie grał i reżyserował do swojej śmierci w 1970. Wyjątek stanowią trzy sezony w latach 1962–1965, które spędził w stołecznym Teatrze Narodowym. Współpracował z Polskim Radiem, biorąc udział w wielu wieczorach poetyckich.
Występował również w Teatrze Telewizji, m.in. w spektaklach: Odprawa posłów greckich  Jana Kochanowskiego w reż. Ludwika René (1961), Don Alvares, albo niesforna w miłości kompanija Stanisława Herakliusza Lubomirskiego w reż. Tadeusza Byrskiego (1961), Dwa teatry Jerzego Szaniawskiego w reż. Jerzego Antczaka (1962) oraz w Cydzie Jana Andrzeja Morsztyna w reż. Ludwika René jako Król (1963) i Burzy Williama Szekspira w reż. Krystyny Skuszanki jako Gonzalo (1964), a także w przedstawieniu Agent z Vaduz Andrzeja Szypulskiego w reż. Edwarda Kowalczyka jako Doktor (1969).

## Życie prywatne
Mąż aktorek: najpierw Czesławy Szurszewskiej (1903–1953), a następnie Elżbiety Barszczewskiej. Z pierwszego małżeństwa miał córkę Marię, nauczycielkę historii, z drugiego syna Juliusza, aktora.
Zmarł 23 kwietnia 1970 w Warszawie, pochowany na cmentarzu Powązkowskim (Aleja Zasłużonych-1-98).

## Filmografia
- Znachor (1937) – leśniczy Janek
- Geniusz sceny (1939) – Szczęsny-Kossakowski
- Żołnierz zwycięstwa (1953) – Marian Spychalski

## Ordery i odznaczenia
- Order Sztandaru Pracy I klasy (1963)
- Order Sztandaru Pracy II klasy (22 lipca 1949)[5]
- Krzyż Komandorski Orderu Odrodzenia Polski (1959)[6]
- Krzyż Kawalerski Orderu Odrodzenia Polski (22 lipca 1952)[7]
- Złoty Krzyż Zasługi (dwukrotnie: 25 czerwca 1946[8], 13 listopada 1953[9])
- Medal 10-lecia Polski Ludowej (19 stycznia 1955)[10]
- Medal „Za waszą wolność i naszą” (1966)[11]
- Odznaka „Zasłużony Działacz Kultury” (1967)
- Złota Odznaka Honorowa „Za Zasługi dla Warszawy” (17 stycznia 1963)[12]